# TinyMCE
 (avril 2014).
 (décembre 2020).
TinyMCE, aussi connu sous le nom de Tiny Moxiecode Content Editor (Éditeur de contenu de Moxiecode de Tiny) est un éditeur de HTML de type WYSIWYG, écrit en JavaScript, indépendant de la plate-forme, basé sur le Web et publié comme logiciel open source sous la licence LGPL, initialement par Moxiecode Systems AB, société rachetée par Ephox devenu Tiny Technologies, Inc. Il est capable de convertir les champs HTML textarea ou d'autres éléments HTML en instances de l'éditeur. TinyMCE est conçu pour s'intégrer facilement aux systèmes de gestion de contenu (SGC). C'était l'éditeur de contenu par défaut de WordPress jusqu’au lancement de l’Éditeur de Blocs et de Joomla!, les deux SGC les plus utilisés, et du SGC Plone à partir de la version 4.

## Fonctionnalités de base
L'éditeur propose des outils de mise en forme HTML, comme gras, italique, soulignement, des listes numérotées et des listes à puces, les différents types d'alignements, le placement en ligne d'images et de vidéos, etc; il permet aux utilisateurs d'un site web d'éditer des documents HTML en ligne. Les différentes options peuvent être configurées lors de l'intégration à un projet, ce qui améliore la flexibilité du projet.

## Compatibilité navigateur
TinyMCE est compatible avec plusieurs navigateurs, y compris Internet Explorer, Mozilla Firefox, Safari, Opera et Google Chrome, sur plusieurs systèmes d'exploitation.

## API
TinyMCE comprend une vaste API pour une intégration personnalisée.

## Plugins
TinyMCE est livré avec un assortiment de plugins. Parce que TinyMCE est censé être une application côté client, il ne comprend pas les gestionnaires de fichiers natifs pour les diverses technologies côté serveur. Plusieurs solutions de gestionnaire de fichiers existent, y compris un projet propriétaire développé par Moxiecode Systems AB, ainsi qu'une poignée de solutions open source.

### Propriétaires
- MoxieManager qui remplace les anciens MCFileManager et MCImageManager
- TinyBrowser  —  Gestionnaire de fichiers avec téléchargement simple de plus d'un fichier, compatible avec la version 3.x uniquement (Le chargeur utilise Adobe Flash).

### Open source
| Plugin                    | Description                                                            | Versions supportées | Licence                              |
| ------------------------- | ---------------------------------------------------------------------- | ------------------- | ------------------------------------ |
| RESPONSIVE FileManager    | Gestionnaire de fichiers et d'images                                   | 4.x                 | Creative Commons 3.0 / NonCommercial |
| After the Deadline        | Gestionnaire de fichiers et d'images                                   | 3.x                 | LGPL                                 |
| Ajax File & Image Manager | Un service de vérification orthographique, stylistique et grammaticale | 3.x                 | ?                                    |
| TinyCIMM                  | TinyMCE CodeIgniter Media Manager (projet abandonné)                   | 3.x                 | MIT                                  |
| IMCE                      | Gestionnaire de fichiers et d'images                                   | ?                   | ?                                    |
| PDW Media Browser         | Navigateur média à la Windows 7                                        | 2.x                 | MIT                                  |
| PDW Toggle Toolbars       | Afficher et masquer les barres d'outils en un clic                     | ?                   | ?                                    |

## Langues disponibles
38 traductions différentes sont disponibles pour TinyMCE 4.xx.

## Support du produit
Le soutien de la communauté de Moxiecode pour TinyMCE a été officiellement abandonné, comme l'a mentionné le développeur Afraithe dans un de ses fils de discussions . Cependant, il donne la possibilité d'un soutien de produit haut de gamme, ce qui nécessite l'achat d'un compte d'appui. Tous les bogues liés peuvent être signalés sur le site SourceForge mentionnés ci-dessous dans les liens externes.
Pour les requêtes liées à un support mineur, l'utilisateur peut se référer au wiki, FAQ, ou le fil de discussion « Tips, Tricks & HowTo's » (Conseils, astuces et guides) sur le forum. Un forum tiers d'entraide francophone est disponible.

## Thèmes et skins
TinyMCE offre des différentes façons de personnaliser l'aspect et la convivialité de l'éditeur. TinyMCE est livré avec deux thèmes, simple et avancé, ainsi que 2 skins pour chaque thème, le skin par défaut et le skin o2k7. Un troisième thème silver basé sur le thème o2k7 est disponible au téléchargement à partir du site TinyMCE sur SourceForge.

## Compresseur
TinyMCE propose aussi un progiciel optionnel de compression pour réduire l'empreinte globale du téléchargement du script, pendant l'initialisation du script. Le progiciel compresseur est disponible pour PHP, ASP.NET, JSP et Coldfusion. Un compresseur tiers pour Ruby on Rails est également disponible.